# 드루크걀포

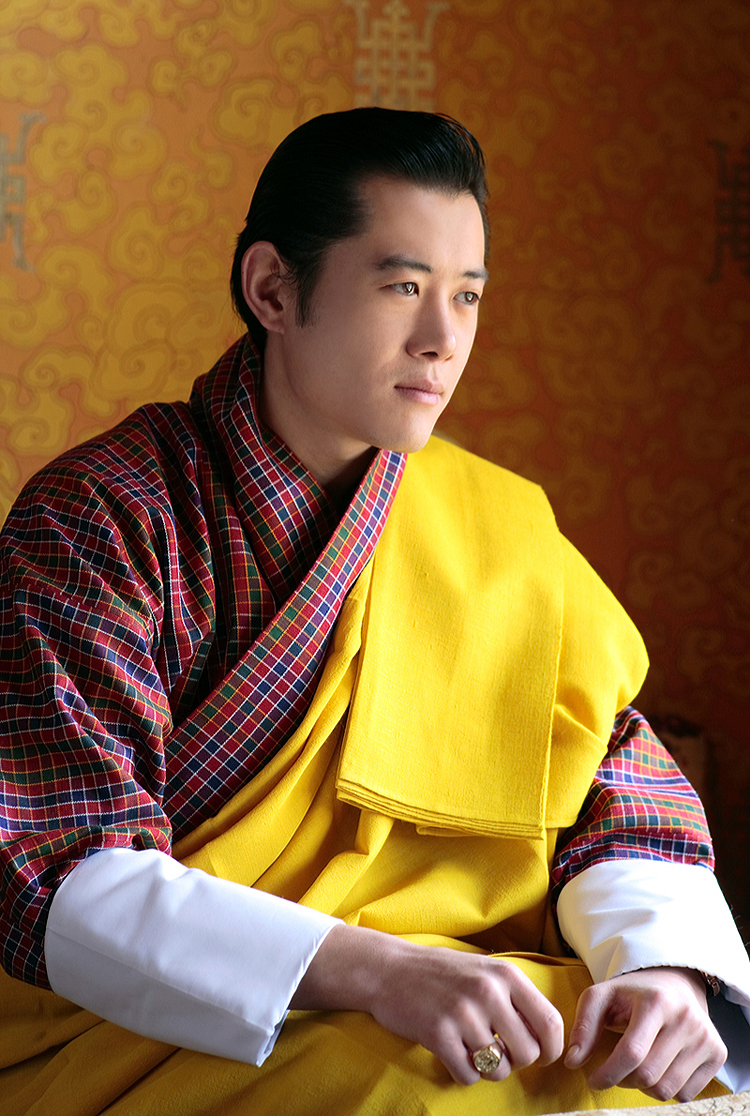
현 국왕 지그메 케사르 남기엘 왕축

드루크걀포(종카어: འབྲུག་རྒྱལ་པོ)는 부탄의 군주 칭호이다. 직역하면 "용왕"이라는 뜻이며, 부탄의 국가원수이다. 군주의 호칭은 폐하로 부른다. 지금은 지그메 케사르 남기엘 왕축이 왕위를 잇고 있다. 그는 또한 부탄 역사상 최초의 입헌군주이기도 하다. 이 문서에서는 1907년 이후에 즉위한 왕들만 서술한다.

## 역대 군주 목록
| 대 | 사진 | 이름                      | 생몰년도                              | 즉위일           | 퇴위일           | 비고                      | 왕가      |
| -- | ---- | ------------------------- | ------------------------------------- | ---------------- | ---------------- | ------------------------- | --------- |
| 1  |      | 우겐 왕축                 | 1862년 6월 11일-1926년 8월 26일(64세) | 1907년 12월 17일 | 1926년 8월 26일  |                           | 왕축 왕조 |
| 2  |      | 지그메 왕축               | 1905년-1952년 3월 24일(47세)          | 1926년 8월 26일  | 1952년 3월 24일  | 우겐 왕축의 아들          | 왕축 왕조 |
| 3  |      | 지그메 도르지 왕축        | 1929년 5월 2일-1972년 7월 21일(43세)  | 1952년 3월 24일  | 1972년 7월 21일  | 지그메 왕축의 아들        | 왕축 왕조 |
| 4  |      | 지그메 싱게 왕축          | 1955년 11월 11일(69세)                | 1972년 7월 21일  | 2006년 12월 14일 | 지그메 도르지 왕축의 아들 | 왕축 왕조 |
| 5  |      | 지그메 케사르 남기엘 왕축 | 1980년 2월 21일(45세)                 | 2006년 12월 14일 | 현재             | 지그메 싱계 왕축의 아들   | 왕축 왕조 |